# گوست رنچ
گوست رنچ (به انگلیسی: Ghost Ranch) یک منطقهٔ مسکونی در ایالات متحده آمریکا است که در شهرستان ریو آریبا، نیومکزیکو واقع شده‌است.